# Miconia glandulistyla
Miconia glandulistyla är en tvåhjärtbladig växtart som beskrevs av John Julius Wurdack. Miconia glandulistyla ingår i släktet Miconia och familjen Melastomataceae. IUCN kategoriserar arten globalt som livskraftig.
Artens utbredningsområde är Ecuador. Inga underarter finns listade i Catalogue of Life.